# De Villers de Pité

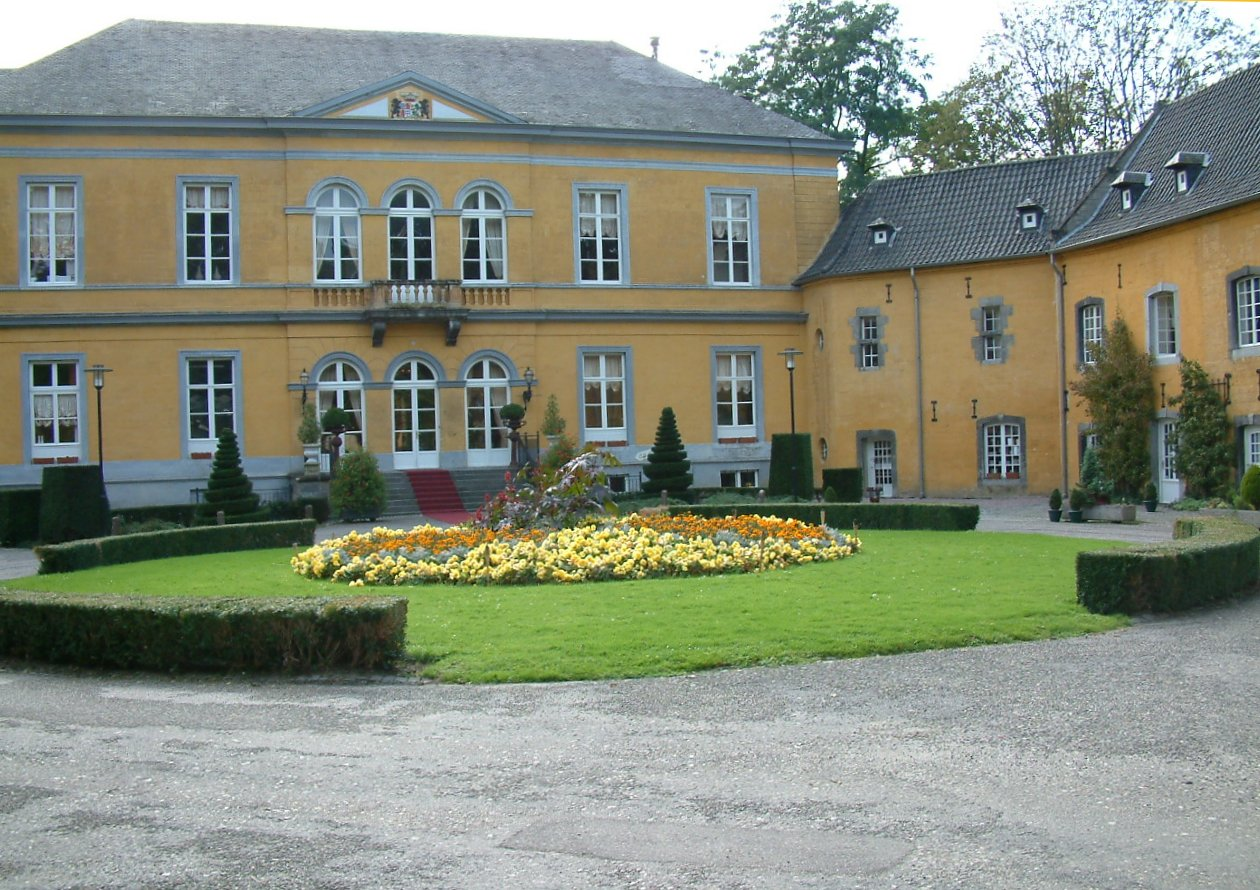
Kasteel Oost in Valkenburg. Voorzijde van het kasteel met de rechtervleugel

De Villers de Pité is een uit Luik afkomstig geslacht waarvan leden sinds 1816 tot de Nederlandse adel behoorden, en dat in 1941 uitstierf.

## Geschiedenis
Dat de stamreeks zou beginnen met Jean Peteit dit del Vallée, burger van Luik, vermeld in 1410, wiens kleinzoon Jean Peteit dit del Vallée, heer van Emael, Eben en Nedercanne († 1510) trouwde (huwelijkse voorwaarden 1493) met Anne de Villers, erfdochter en vrouwe van Emael, Eben en Nedercanne († 1515), waarna hun nageslacht zich De Villers de Pité zou zijn gaan noemen, is niet bewezen. Deze afstamming is te vinden in het Nederland's  Adelsboek.
De vaststaande afstamming begint met Martin Denis Devillers (overleden 1739), woonachtig in Luik. Zijn zoon Louis Simon Denis de Villers, geboren in 1723, trad als militair in dienst van de Staten-Generaal. In 1751 huwde hij Anne Marie de Tiecken uit Tongeren, waar het paar zich vestigde. Hun zoon Libert Materne Joseph de Villers de Pité (1756-1836) was eveneens officier. Hij werd bij Koninklijk Besluit van 16 februari 1816 benoemd in de Ridderschap van Limburg in het Koninkrijk der Nederlanden.
Zijn zoon Louis Libert Guillaume Marie de Villers de Pité kocht in 1836 kasteel Oost bij Valkenburg.
Met zijn jongste dochter stierf het geslacht in 1941 uit.

## Enkele telgen
- Libert Materne Joseph de Villers de Pité (1756-1836), luitenant-kolonel in dienst van het Koninkrijk Holland onder Lodewijk-Napoleon.
  - Jonkheer Louis Libert Guillaume Marie de Villers de Pité (1804-1889), lid van de Provinciale Staten van Nederlands Limburg (1841-1849), van de Tweede Kamer (1849-1850) en van de Eerste Kamer (1850-1880).
    - Jonkvrouw Gabrielle Alida Josephine Charlotte de Villers de Pité (1846-1941), laatste telg van het geslacht.